# Лівіу Чоботаріу
Лівіу Чоботаріу (рум. Liviu Ciobotariu, нар. 26 березня 1971, Джурджу) — румунський футболіст, що грав на позиції захисника. По завершенні ігрової кар'єри — футбольний тренер. З 2019 року очолює тренерський штаб національної збірної Лівану.
Як гравець насамперед відомий виступами за клуби «Прогресул» та «Динамо» (Бухарест), а також національну збірну Румунії.
Чемпіон Румунії. Володар Кубка Румунії.

## Клубна кар'єра
У дорослому футболі дебютував 1989 року виступами за команду клубу «Прогресул», в якій провів один сезон, взявши участь лише у 5 матчах чемпіонату.
Протягом 1990—1991 років захищав на умовах оренди кольори команди клубу «Пандурій».
До «Прогресула» повернувся з оренди 1991 року. Відтоді відіграв за бухарестську команду наступні вісім сезонів своєї ігрової кар'єри. Більшість часу, проведеного у складі «Прогресула», був основним гравцем захисту команди.
Згодом з 1998 по 2004 рік грав у складі «Динамо» (Бухарест), з яким виборов титул чемпіона Румунії та ставав володарем Кубка Румунії, а також бельгійських клубів «Стандард» (Льєж), «Монс» та «Антверпен».
Завершив професійну ігрову кар'єру у клубі «Динамо» (Бухарест), у складі якого вже виступав раніше. Прийшов до команди 2004 року, захищав її кольори до припинення виступів на професійному рівні у 2005.

## Виступи за збірну
У 1997 році дебютував в офіційних матчах у складі національної збірної Румунії. Протягом кар'єри у національній команді, яка тривала 5 років, провів у формі головної команди країни 32 матчі, забивши 3 голи.
У складі збірної був учасником чемпіонату світу 1998 року у Франції, чемпіонату Європи 2000 року у Бельгії та Нідерландах.

## Кар'єра тренера
Розпочав тренерську кар'єру невдовзі по завершенні кар'єри гравця, 2006 року, очоливши тренерський штаб клубу «Націонал».
В подальшому очолював команди клубів «Дунеря» (Галац), «Отопень», «Інтернаціонал» (Куртя-де-Арджеш), «Пандурій», «Браїла» та «Динамо» (Бухарест), КСМС (Ясси), «Васлуй» і «Тиргу-Муреш».
Згодом протягом 2015–2018 років працював у Саудівській Аравії з командами «Аль-Фейсалі» й «Ат-Таї». Після цього повернувся на батьківщину, де протягом сезону тренував «Ботошані».
29 травня 2019 року був призначений головним тренером національної збірної Лівану.

## Титули і досягнення
Гравець
- Чемпіон Румунії (1):

«Динамо» (Бухарест): 1999–00
- Володар Кубка Румунії (1):

«Динамо» (Бухарест): 2003–04
Тренер
- Володар Суперкубка Румунії (1):

«Сепсі»: 2023